# Pittasoma
Pittasoma ist eine Gattung von Vögeln aus der Familie der Mückenfresser (Conopophagidae). Sie umfasst mit dem Schwarzscheitel- (P. michleri) und dem Schwarzbrauen-Mückenfresser (P. rufopileatum) nur zwei Arten. Beide bewohnen tropische Wälder im Süden Mittelamerikas und Nordwesten Südamerikas.

## Merkmale
Pittasoma-Mückenfresser sind Vögel mit kurzen Schwänzen und langen, dünnen Beinen. Ihr Körperbau wirkt rundlich, die Haltung durch die weit hinten am Körper ansetzenden Beine eher aufrecht. Ausgewachsen erreichen sie Größen zwischen 16 und 19 cm, womit sie zu den größten Vertretern ihrer Familie gehören. Der gerade Schnabel ist breit und kräftig. Das Gewicht liegt bei circa 96 bis 110 g. Das Gefieder beider Arten wird an der Oberseite von Brauntönen dominiert, während die Vorderseite eine weiße Grundfärbung zeigt und von einer deutlichen, schwarzen Musterung durchzogen ist. Der Kopf ist scharf kontrastierend in schwarz beziehungsweise schwarz und rotbraun abgegrenzt. Ein äußerlich erkennbarer Sexualdimorphismus existiert, ist jedoch weniger ausgeprägt als bei vielen anderen Mückenfressern. So können die Geschlechter hauptsächlich anhand von Details der Färbung im Brust- und Kehlbereich unterschieden werden. Nestlinge oder noch nicht sehr lange flügge gewordene Vögel wurden bislang nicht beschrieben. Das jüngste, bislang gefundene Exemplar ähnelte schon sehr den Adulten, besaß jedoch an den Flügeldecken noch Reste flauschiger, daunenartiger Federn, die vermutlich bei jüngeren Exemplaren größere Teile des Körpers bedecken.

## Habitat und Verhalten
Der Lebensraum beider Arten sind ganzjährig feuchte Wälder im Tiefland, bis auf Höhen von circa 1000 beziehungsweise 1100 m. Hier halten sich die Vögel vornehmlich direkt am Erdboden oder in unmittelbarer Nähe dazu auf. Die Fortbewegung erfolgt in der Regel hüpfend und springend, nur selten über kurze Strecken fliegend. Die Nahrungssuche erfolgt allein oder in Paaren, Schwärme bilden die Vögel soweit bekannt nicht. Sehr wahrscheinlich handelt es sich um Standvögel, die sich nicht an den saisonalen Vogelzügen beteiligen. Die Ernährungsgewohnheiten der Pittasoma-Mückenfresser sind bislang nur schlecht dokumentiert. Bekannt ist allerdings, dass die Vögel regelmäßig Wanderameisen auf deren Raubzügen folgen. Die wenigen untersuchten Mageninhalte gefangener Vögel deuten auf eine Ernährung hin, die mehr oder weniger ausschließlich aus diversen Gliederfüßern besteht. Ein an die Fütterung durch Menschen gewöhnter, männlicher Schwarzbrauen-Mückenfresser nahm bevorzugt Grillen und Grashüpfer als Nahrung an und wurde darüber hinaus gelegentlich bei der Jagd auf Regenwürmer beobachtet. Die Brutbiologie ist fast gänzlich unerforscht. Lediglich ein einzelnes Nest des Schwarzscheitel-Mückenfressers und das darin enthaltene Gelege, bestehend aus zwei Eiern, wurden bislang beschrieben. Dieses Nest befand sich etwa einen Meter über dem Boden auf einer jungen Palme und bestand aus Zweigen, Blattstielen und Wurzelfasern.

## Verbreitung und Gefährdung

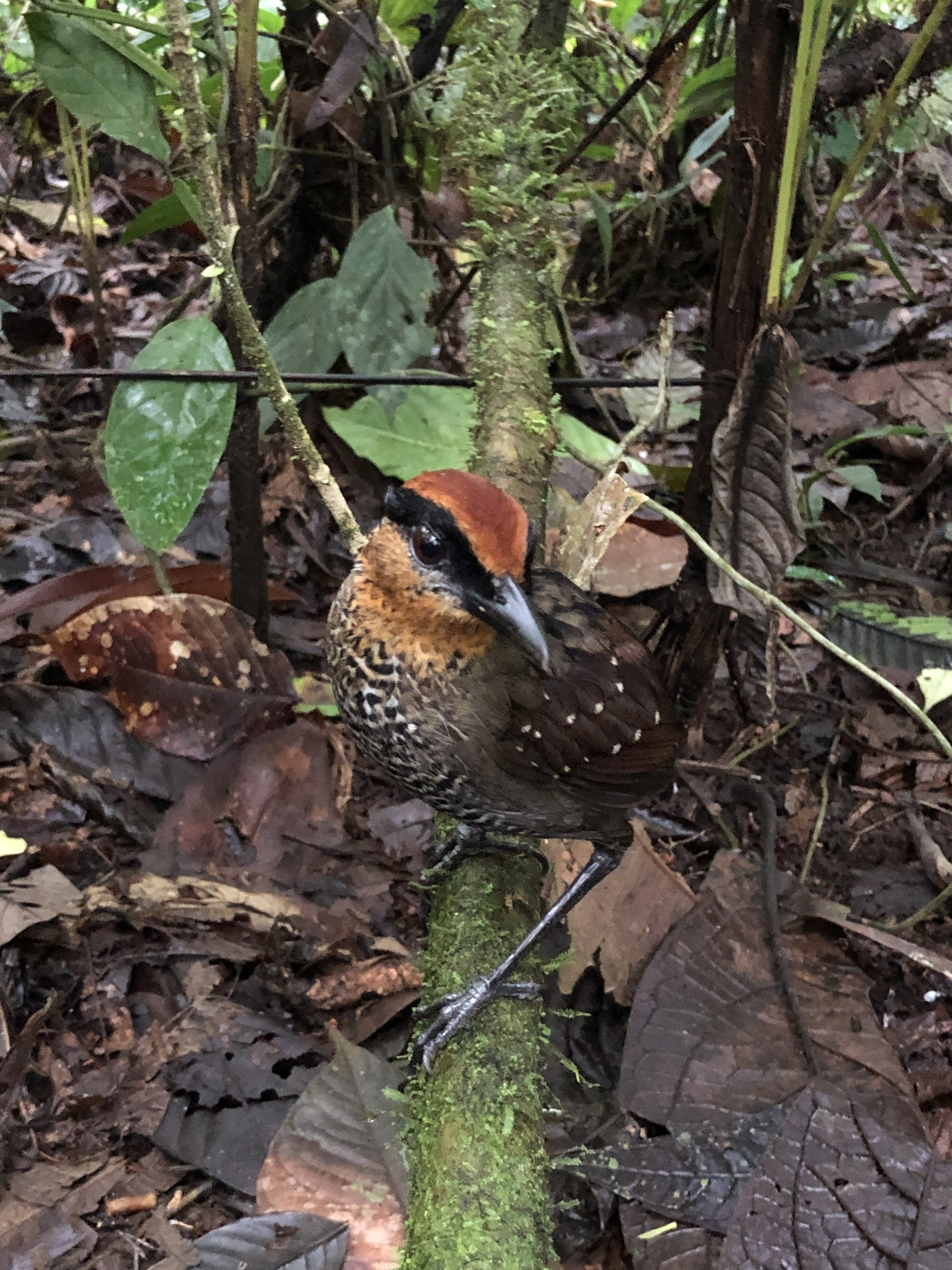
Schwarzbrauen-Mückenfresser in Pichincha, Ecuador

Pittasoma-Mückenfresser sind aus einem Gebiet bekannt, das sich in Mittelamerika etwa vom Isthmus von Panama bis in den Norden Costa Ricas erstreckt. In Südamerika wird außerdem der nördliche Teil des Chocós, der sich im Westen Kolumbiens sowie im Nordwesten Ecuadors befindet, besiedelt. Die beiden Arten kommen dabei nicht sympatrisch vor, die Grenze ihrer Verbreitungsgebiete befindet sich in Kolumbien, nicht weit hinter der Grenze zu Panama. Vor allem der weiter nördlich lebende Schwarzscheitel-Mückenfresser scheint aus Teilen seines historischen Verbreitungsgebiets verschwunden zu sein. Besonders aus tieferliegenden Regionen existieren zwar glaubhafte historische Nachweise, jedoch keine Sichtungen aus jüngerer Zeit. Dennoch führt die IUCN die Art mit Stand 2020 als „nicht gefährdet“ (least concern), während der Schwarzbrauen-Mückenfresser im Jahr 2016 als „potenziell gefährdet“ (near threatened) eingestuft wurde. Die Bestände beider Arten sind abnehmend, als größte Bedrohung gilt die Zerstörung ihres Lebensraums durch die fortschreitende Abholzung der Wälder.

## Systematik
Die wissenschaftliche Erstbeschreibung der Gattung stammt aus dem Jahr 1860 und geht auf den amerikanischen Ornithologen John Cassin zurück. Typusart der Gattung ist der von Cassin in derselben Arbeit beschriebene Schwarzscheitel-Mückenfresser. Traditionell stellten Forscher die Gattung zu den Ameisenpittas und damit entsprechend in die Unterfamilie Grallariinae innerhalb der Familie Formicariidae. Moderne phylogenetische Untersuchungen anhand von mitochondrialer DNA führten jedoch zu einer Aufspaltung dieser Familie, die heute nur noch die Ameisendrosseln umfasst. Für Pittasoma ergab sich eine enge verwandtschaftliche Beziehung zu den Mückenfressern der Gattung Conopophaga, mit denen sie heute die Familie Conopophagidae bildet.